# Oleanderväxter
Oleanderväxter (Apocynaceae) är en växtfamilj med träd, buskar, örter och lianer. Många arter är stora träd som växer i tropiska regnskogar. Det finns några fleråriga örter från tempererade områden. Många oleanderväxter har vit mjölksaft och flera av dem är giftiga. Blommorna är tvåkönade och vanligen stora och iögonenfallande.

## Taxonomi
Oleanderväxterna innehåller för närvarande omkring 1 500 arter uppdelade i 424 släkten. Den tidigare familjen tulkörtsväxter (Asclepiadaceae) ingår numera i oleanderväxterna. Det finns fem underfamiljer, varav flera är indelade i olika tribus:
- Rauvolfioideae
  - Alstonieae
  - Alyxieae
  - Carisseae
  - Hunterieae
  - Melodineae
  - Plumerieae
  - Tabernaemontaneae
  - Vinceae
  - Willughbeieae
- Apocynoideae
  - Apocyneae
  - Echiteae
  - Malouetieae
  - Mesechiteae
  - Nerieae
  - Wrightieae
- Periplocoideae
- Secamonoideae
- Asclepiadoideae
  - Asclepiadeae
  - Ceropegieae
  - Fockeeae
  - Marsdenieae

De sista tre underfamiljerna hörde tidigare till tulkörtsväxterna.

## Utbredning
- Indiens och Västmalaysias regnskogar - både små och mycket stora städsegröna träd, bland annat Alstonia och Dyera
- Norra Australien - små städsegröna träd, bland annat Cerbera och Ochrosia
- I skogar i Afrika och Indien - mindre träd, bland annat natalplommonsläktet (Carissa), Wrightia och kurchisläktet (Holarrhena)
- I tropiska områden i Amerika, Indien, Myanmar och Västmalaysia - städsegröna träd och buskar, bland annat Rauvolfia, fjärilsgardeniasläktet (Tabernaemontana) och vintersötesläktet (Acokanthera).
- I Centralamerika - frangipanisläktet (Plumeria) med arten frangipani som har vaxartade vita eller rosa blommor med söt doft
- I Sydamerika, Afrika och Madagaskar - många lianer såsom doftrankesläktet (Stephanotis).
- I medelhavsområdet - oleandersläktet (Nerium) med den välkända arten oleander (N. oleander)
- I Europa - vintergrönesläktet (Vinca) och tulkörtssläktet (Vincetoxicum)
- I Nordamerika - indianhampssläktet (Apocynum) bland annat med arten indianhampa (A. cannabinum) och sidenörtssläktet (Asclepias)

## Exempel på arter

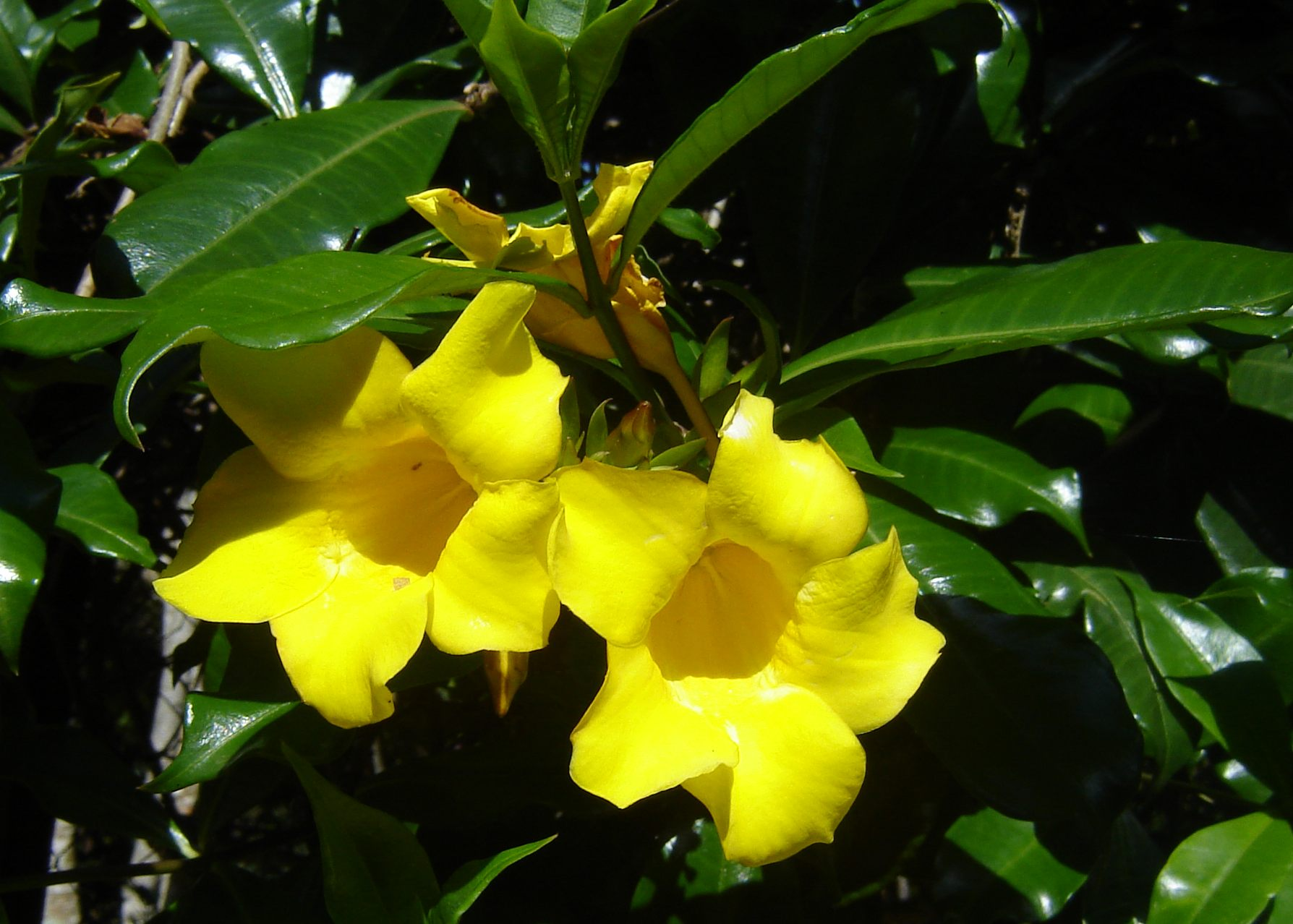
Allamanda (Allamanda catharica)
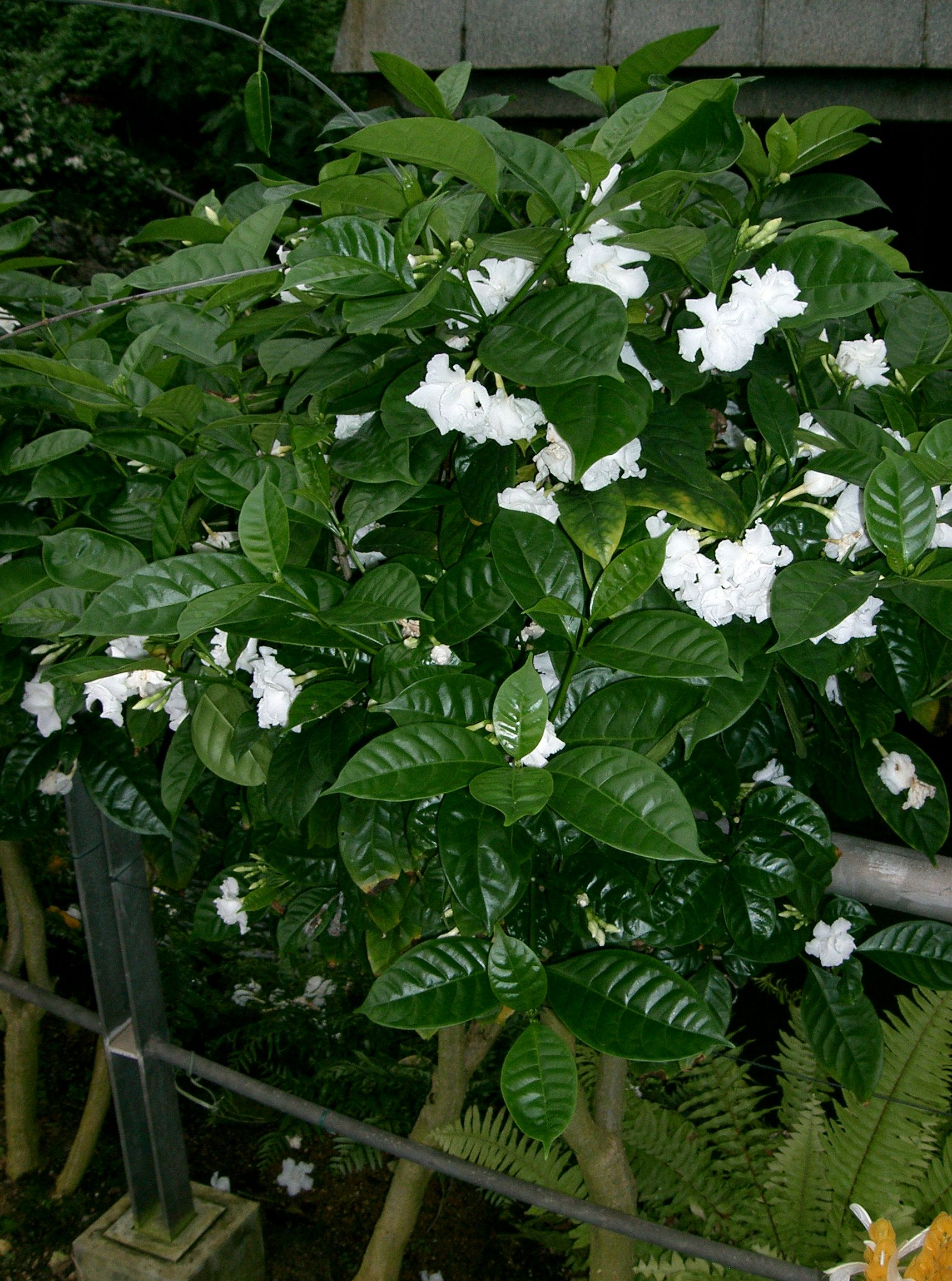
Fjärilsgardenia (Tabernaemontana divaricata)
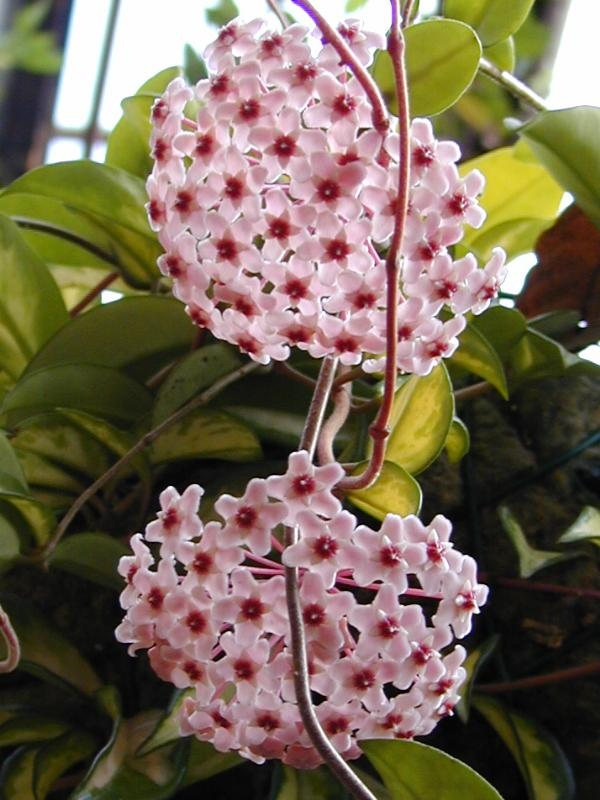
Porslinsblomma (Hoya carnosa)
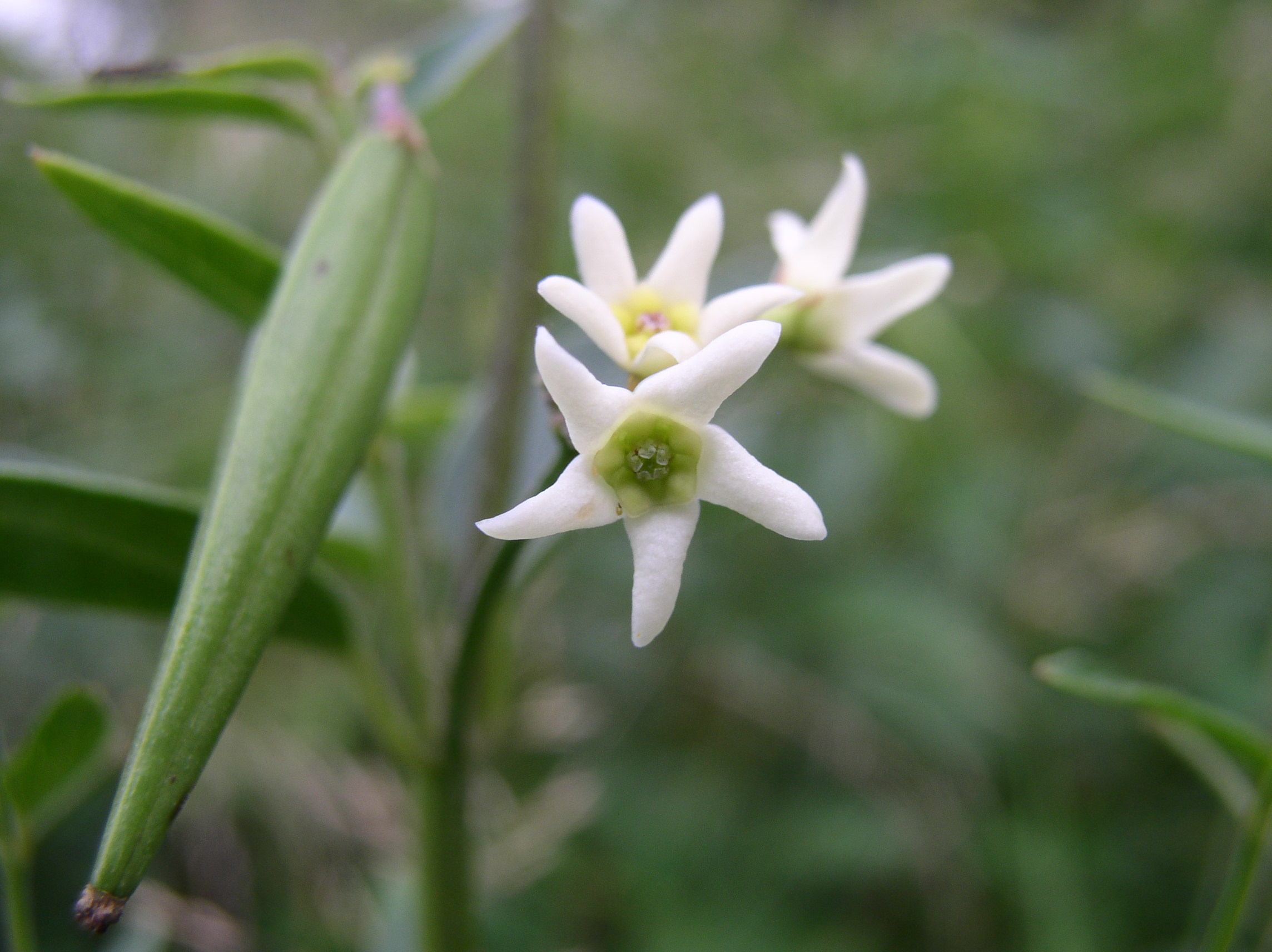
Tulkört (Vincetoxicum hirundinaria)
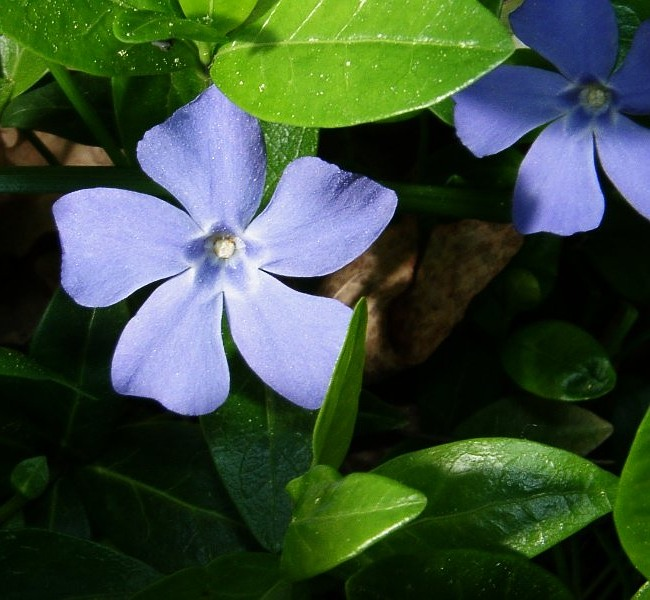
Vintergröna (Vinca minor)
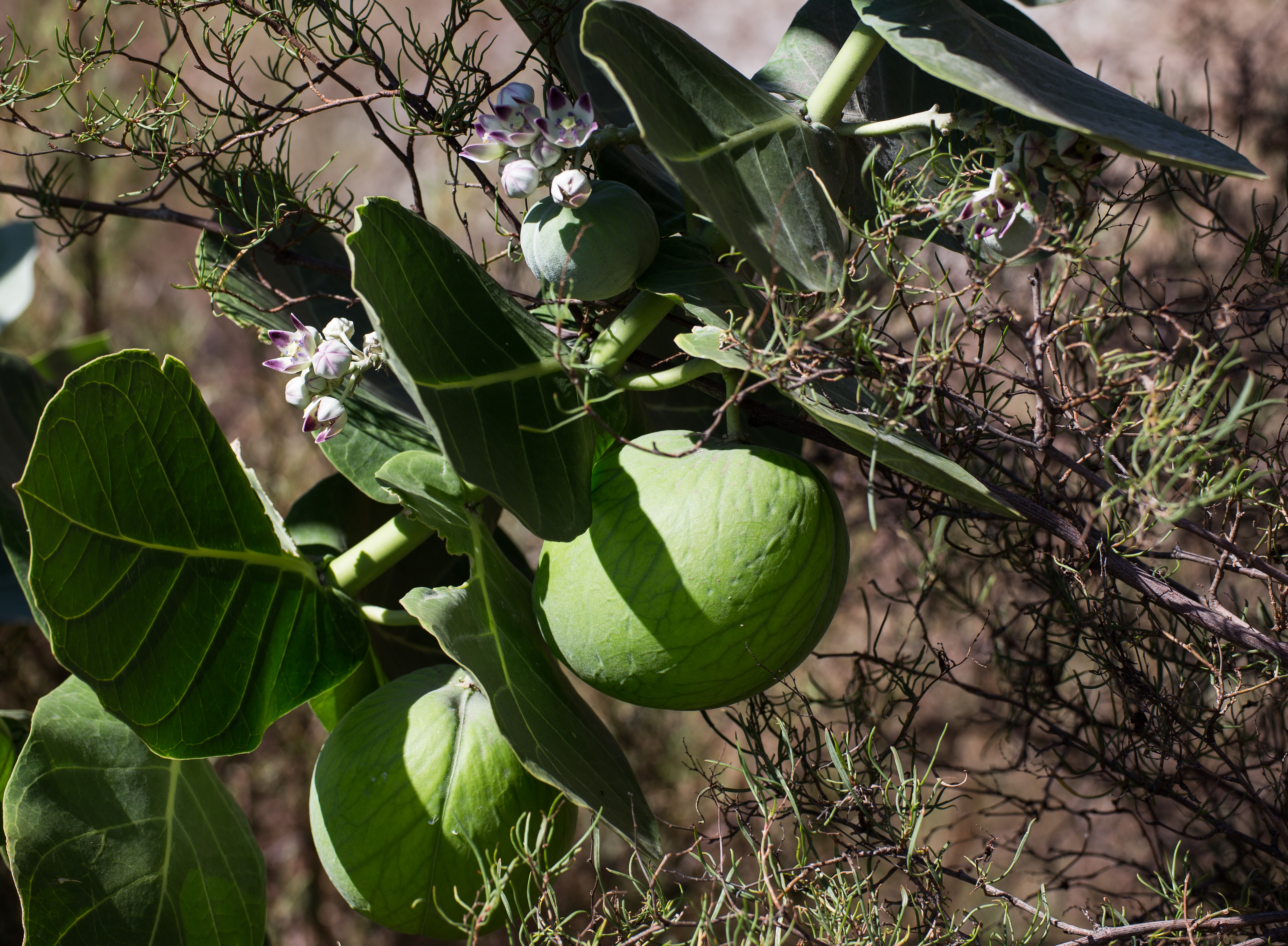
Gråbladig kronbuske (Sodomäpple)